# Дівчина, що кохала Тома Гордона
«Дівчинка, що кохала Тома Гордона» (англ. The Girl Who Loved Tom Gordon, 1999) — роман американського письменника Стівена Кінга.
У цьому романі практично немає фантастики, а ті деталі, що можна вважати містичними, цілком пояснюються тим, що у героїні — легкий нервовий розлад, викликаний шоком і недоїданням.
Стівен Кінг закінчив писати твір 1 лютого 1998 році у Флориді, у місті Гонгбоут Кі.
Значне місце в книзі приділяється темі бейсболу. Глави названі іннінгамі (частинами бейсбольного матчу, від першого до дев'ятого), пролог — «Розминка», а епілог — «Після гри». Бейсболіст Том Гордон існує насправді. Ніде в романі не згадується, що він чорношкірий.

## Сюжет
Дія, як і в багатьох інших творах Кінга, починається в його рідному штаті Мен, а потім переходить в штат Нью-Гемпшир.
Відправившись разом з мамою і братом в піший похід, дівчинка Тріша відстала і заблукала в лісі. Намагаючись вийти на стежку, вона обрала неправильний напрямок і стала йти все далі в ліс. По дорозі їй примарювався її улюблений бейсболіст Том Гордон, розмовляючи з яким, Тріша проводила свій час йдучи дорогою. А також хтось набагато менш доброзичливий.

## Герої
- Тріша (Патриція Макфарленд) — дівчинка дев'яти років, розумна і розважлива для свого віку. Захоплюється бейсболом. Дуже любить батька. За рік до подій книги пережила розлучення батьків і з тих пір грає в сім'ї роль «миротворця» матері і старшого брата, що неабияк її обтяжує.
- Том Гордон (англ. Tom Gordon) — бейсболіст, кумир Тріши. З'являється в романі тільки як галюцинація.
- Звір з Лісу — чудовисько, яке переслідує Трішу протягом усього її шляху по лісі. Для інших людей виглядає як звичайний ведмідь.
- Куілла — мати Тріши.
- Ларі — батько Тріши.
- Піт — брат Тріши.